# Tararequiparels
De Tararequiparels waren een bijzonder grote en luisterrijke collectie parels.
Zoals zoveel van de grote parels die aan het begin van de 16e eeuw aan de Europese hoven opdoken, werden ook deze parels door indianen in de Golf van Panama gevonden. De grootste parel in de collectie, die in totaal 880 ounces woog, was de Huer fana of Sola die 31 karaat woog en peervormig was.
De parel werd voor 12.000 Castiliaanse munten van Gaspar de Morales gekocht door een handelaar die het kostbare sieraad meteen doorverkocht aan Don Pedrarias de Avila, die de grote parel voor zijn vrouw Donna Isabel de Bovadilla, de vrouwelijke gouverneur van Cuba, kocht.
Later werd de Huer fana gevonden in het bezit van de keizerin en koningin Isabella, echtgenote van Karel V van het Heilige Roomse Rijk. Een andere van de Tararequiparels woog 26 karaat.
Abernathyparel ·
Parel van Bao Dai · 
La Pelegrina · 
Gogibus ·
Shah Sofi ·
La Peregrina ·
Sara/Tavernier/Shaista Khan · 
Parel van Allah ·
Parel van Karel I ·
Parel van Karel II ·
Jomonparel · 
Greshamparel ·
La Reine des Perles ·
Abernathyparel · 
La Huerfana · 
De Hopeparel · 
Imperial Hong Kong Pearl ·
La Régente ·
Parel van Koeweit ·
Manciniparels · 
Drexelparel ·
De Parel van Azië · 
Arco-Valleyparel · 
Christopher Walling Abaloneparel · 
Survivalparel · 
Oviedoparel ·
Queen/Patersonparel